# ВИЧ/СПИД в Эстонии
Случаи ВИЧ в Эстонии регистрируют с 1988 года, но активно вирус начал распространяться только с 2001 года, когда в стране зарегистрировали 1474 новых случаев. Вспышка ВИЧ произошла в среде инъекционных наркозависимых и привела к тому, что власти Эстонии официально признали концентрированную стадию эпидемии ВИЧ.
К 2022 году ЮНЭЙДС оценивала количество взрослых инфицированных на уровне 7,3 тыс. человек или 0,7 % взрослого населения страны. За всю историю наблюдений было диагностировано 10,4 тыс. случаев. К началу 2020-х годов Всемирная организация здравоохранения (ВОЗ) предполагала, что в стране всё ещё не выявлено около 40 % носителей вируса.

## Распространение
Первый случай ВИЧ в Эстонии был зарегистрирован в 1988 году.  В последующие 13 лет вирус распространялся медленно, в основном через гомосексуальные контакты среди мужчин. В 1996 году в стране стала доступна антиретровирусная терапия, и до 1999 года заболеваемость колебалась в районе 0,1—0,7 случая на каждые 100 тысяч жителей — самый низкий показатель в Европе. Но из-за недостаточного финансирования Программы по СПИДу в этот период не удалось принять все необходимые противоэпидемические меры, и с началом нового столетия эпидемия ВИЧ в Эстонии развивалась быстрыми темпами.
В 1999 году в Эстонии зафиксировали 96 случаев ВИЧ, 23 — уже на стадии СПИДа. Из них единичные случаи передачи произошли при употреблении инъекционных наркотиков, но уже через год в этой среде фиксировали крупную вспышку ВИЧ. Одна из носительниц с наркотической зависимостью умерла во время родов, случай спровоцировал волну анонимных тестирований по стране. На конец 2000 года было выявлено 390 носителей ВИЧ, из них 80 находились в тюрьме. Одним из первых очагов стала Нарва, куда вирус, предположительно, проник из Санкт-Петербурга и где он быстро распространился среди наркозависимых. Этому способствовали сложная экономическая ситуация, высокий уровнь безработицы и большое количество ПИН. Примерно каждый десятый случай ВИЧ был достаточно запущен, из-за чего ВОЗ оценивала реальное число инфицированных в 1,5—3 раза выше.
За 2001 было обнаружено уже 1474 новых случая, что стало абсолютным рекордом. Министерство здравоохранения признало вторую стадию эпидемии ВИЧ в стране (концентрированную). Это означало, что как минимум 5 % потребителей инъекционных наркотиков были инфицированы ВИЧ. Хотя по опросам доля инфицированных среди всех 13 800 ПИН в Эстонии могла достигать 60 %. Из этого числа 85 % были русскоязычные и 75 % — мужчины в возрасте 15—25 лет. Эта группа оказалась особенно уязвимой из-за сложной экономической ситуации и высокой безработицы. Именно на молодёжь, которая имела проблемы с наркотиками, приходилось 90 % всех новых случаев в стране.
Если в 2000 году, когда эпидемия только началась, было диагностировано 28,5 случая ВИЧ на каждые 100 тысяч жителей, то в  в 2001 году - 108. В последующие годы заболеваемость ВИЧ постепенно снижалась, но Эстония оставалась страной с самым быстрым распространением ВИЧ в Европе  - 66,6 новых случаев на 100 тысяч жителей в 2002. Эстонские власти вынуждены были обратиться к Глобальному фонду для борьбы со СПИДом для финансирования программ в стране. По окончании пятилетней программы с Глобальным фондом эстонское правительство смогло полностью взять на себя программы по ВИЧ/СПИД, которые уже в 2008 году обходились в $18 миллионов.
| 0-19 20-29 30-39 40-49 50-59 >60 неизвестно |

Государственные и международные программы смогли замедлить распространение вируса в Эстонии. Начиная с 2002 года количество новых зарегистрированных случаев снижалось — с 899 до 633 случаев в 2007-м. Но соотношение новых инфицированных к общему числу жителей оставалось самым высоким среди стран Европейского союза. Эстония обогнала даже страны с тяжёлой ситуацией, как Украина и Молдова — 472 случая на каждый миллион жителей. Кроме того, количество диагнозов СПИДа стремительно росло: если в 2000 году было всего трое таких пациентов, то к 2007 году их число возросло до 57. По распространённости случаев СПИД среди Европейских стран Эстония уступала только Молдове — 43 диагноза на миллион жителей против 59 в 2007-м. Общее количество ВИЧ-инфицированных в Эстонии к тому моменту достигло 6,3 тысячи, хотя ЮНЭЙДС оценивало общее число носителей на уровне 10 тысяч.
К 2009 году ежегодное число новых случаев ВИЧ снизилось до 411, общее количество носителей оставалось на уровне 7,3 тысячи. По оценкам ЮНЭЙДС 2010-го число людей с ВИЧ в Эстонии варьировалось от 8 до 12 тысяч. Грубая оценка распространённости ВИЧ среди населения в возрасте 15—49 лет составила 1,6 %. Хотя употребление инъекционных наркотиков оставалось частым каналом заражения, процент связанных с ним диагнозов резко упал с 90 % в 2001 году до примерно 50 % в 2004 году, и до 40—50 % к концу десятилетия. Страна тем не менее оставалась лидером по распространению ВИЧ среди потребителей инъекционных наркотиков в своём регионе.
Почти 70 % всех случаев ВИЧ в 2000—2010 годах были диагностированы среди мужчин. Однако число новых носителей среди женщин увеличилось с примерно 20 % в 2000 году до 40 % в 2009 году. Кроме того, эпидемия «старела» — если в 2001-м среди новых инфицированных люди моложе 30 лет составляли 92 %, то в 2009 году — уже 57 %. Это указывало на то, что вирус мог распространиться из среды молодых наркозависимых в другие социальные группы. Число людей с диагнозом СПИД оставалось невелико — 38 случаев.
Наиболее пострадавшими регионами страны к концу 2000-х годов были приграничные с Россией регионы и Таллин, где проживала основная часть этнических русских. Здесь фиксировали соответственно 110 и 38 новых диагнозов в год на каждые 100 тысяч жителей, против среднего показателя по стране в 9 случаев. Так, в 2007-м среди инъекционных наркоманов в Таллинне было 55% ВИЧ-положительных, а в Кохтла-Ярве – 70%. В восточном Ида-Вирумааском уезде наблюдалась наиболее высокая распространённость ВИЧ среди беременных женщин — более 2 % в 2007 году, по сравнению с примерно 0,5—0,6 % в остальной части Эстонии. К 2015 году в Нарве было инфицировано 9% населения города.
| Таллин Ида-Вирумаа Тартумаа Ляэне-Вирумаа Пярнумаа Остальные уезды |

В начале 2010-х годов Эстония была одним из европейский лидеров по приросту ВИЧ-положительных. Например, в 2013 году было зафиксировано 325 новых случаев заражения, тогда как в Финляндии — всего 157. С учётом численности населения частота инфицирования в Эстонии была в 8,5 раз выше финских показателей. Всего к концу 2013-го в стране проживало 8,7 тысячи людей с ВИЧ. Эстония лидировала по доле ВИЧ-инфицированных в Европе — в процентном исчислении в 2016 году они составляли 1,3 % от взрослого населения страны. В сравнении, например, с Германией, этот показатель был в десять раз выше. Это позволяло говорить о масштабной эпидемии. 
Для стабилизации проблемы с ВИЧ власти внедрили и продвигали ряд рекомендованных ЮНЭЙДС программ. К 2016 году в Эстонии ежегодно раздавали около 230 шприцев на каждого наркозависимого, по сравнению с 93 в соседней Латвии. Обе страны расширили доступ к опиоидной заместительной терапии и проводили тестирование на ВИЧ для людей, употребляющих инъекционные наркотики. К началу 2017 года ежегодное тестирование охватывало около 12 % населения (157 тысяч человек). Практически каждый потребитель инъекционных наркотиков в Эстонии хотя бы раз в жизни проходил тест на ВИЧ, и около половины из них проходили тест ежегодно. Три четверти ВИЧ-инфицированных получали антиретровирусную терапию. В результате с 2007 по 2016 год количество новых случаев заражения ВИЧ в Эстонии снизилось на 61 % по всей стране и на 97 % среди мужчин, употребляющих инъекционные наркотики.
В период с 2010 по 2017 годы доля сопутствующего СПИДа увеличилась с 2 % в 2010 году до 4 %. В 2013 году более половины людей, узнавших о своём положительном статусе по ВИЧ, уже находились в запущенной стадии инфекции (CD4 менее 350 клеток/мл). В связи с этим власти расширили доступ к терапевтическим услугам, выделив дополнительно более 1 миллиона евро на профилактику и лечение ВИЧ в 2016—2017 годах. Тем не менее к началу 2016-го терапию всё ещё получало только около 38 % носителей.
С 2015 к 2018 году заболеваемость ВИЧ снизилась вдвое, до 20,5 случаев на каждые 100 тысяч жителей. Число инфицированных из-за использования нестерильной иглы при приёме наркотиков сократилось, но выросла доля гетеросексуального и гомосексуального инфицирования, а также доля случаев инфицирования среди людей старше 34 лет. Это было связано со склонностью к рискованному поведению в этих группах, например, только половина мужчин, практикующих секс с мужчинами, использовала презервативы при случайных контактах. Распространённость ВИЧ в этой группе оценивалась на уровне 2—4 % в 2010—2018 годах. В 2016 году доля ВИЧ-инфицированных в стране оставалась самой высокой в Европе — 1,3 % взрослого населения
Несмотря на успехи в борьбе с ВИЧ, активисты указывали на ряд проблем в стране. Доступ к бесплатному тестированию и антиретровирусным препаратам был ограничен для жителей регионов. Отсутствие доступности и высокие цены на презервативы затрудняют их использование в качестве метода профилактики ВИЧ. В наиболее поражённых регионах не хватало волонтёров, врачей и социальных кампаний. Например, в Ида-Вирумааской центральной больнице работало всего 3 инфекциониста, в Нарве — 1 на весь регион.
К 2018 году заболеваемость оставалась самой высокой в Европе — на 100 000 жителей приходилось 17 новых случаев ВИЧ. Во время пандемии COVID-19 тестирование осложнилось, и выявленная заболеваемость в стране снизилась на 15 % за 2019—2020 годы.  Но страна всё равно занимала третье место в ЕС по количеству новых случаев ВИЧ (178 случаев), уступая только Мальте и Латвии. 
Из 125 случаев ВИЧ, диагностированных в Эстонии в 2021 году, у семи человек (6%) СПИД был диагностирован менее чем через три месяца после постановки диагноза ВИЧ. Это указывало на поздюю выявляемость и потенциально большую распространённость ВИЧ. В 2022 году ВОЗ предполагала, что в стране всё ещё не выявлено около 40 % всех случаев заражения ВИЧ-инфекцией. Одновременно в стране фиксировали очередной скачок заболеваемости. Если в 2021 году было обнаружено всего 125 новых носителей, то в 2022 году этот показатель увеличился до 250. За все время этот диагноз был поставлен 10,4 тыс. человек.
Отдельные эстонские политики опасались, что наплыв беженцев во время российского вторжения на Украину связан с ростом заболеваемости и спровоцирует очередную вспышку ВИЧ. Но большинство прибывших в Эстонию украинцев с ВИЧ уже знали о своём статусе и проходили лечение и не могли передать вирус. 